# Sing It Back
Singles de Moloko
The Flipside
(1998) The Time Is Now
(2000)
Pistes de I Am Not a Doctor
Knee Deepen
(2)
Sing It Back est une chanson du groupe de musique électronique britannique Moloko (Róisín Murphy et Mark Brydon) sortie le 23 août 1999 sous le label Echo Records. 2e single extrait de leur 2e album studio I Am Not a Doctor (1998), la chanson a été écrite et produite par Róisín Murphy, Mark Brydon. Sing It Back rencontre un succès international à la suite du remix du DJ Boris Dlugosch. 

## Genèse
Róisín Murphy avait commencé à écrire les paroles en boîtes de nuit à New York, et savait que la chanson serait pour les clubs. Le groupe a voulu tout de même enregistrer Sing It Back artistiquement parlant dans un autre style pour la version album. Moloko avec leur maison de disque demande au DJ américain du moment Todd Terry (qui a remixé la chanson Missing pour Everything but the Girl qui a rencontré un grand succès dans les clubs à l'époque). Moloko n'est pas satisfait du mix de Todd Terry et ont dû convaincre leur label Echo Records de prendre la version de Boris D à la place. Ce remix crédité Boris Musical Mix est finalement présente dans plus de 100 compilations et sera inclus plus tard dans leur 3e album studio Things to Make and Do (2000) après avoir atteint le top 10 au Royaume-Uni. En 1999, le single atteint la première place du Hot Dance Club Songs aux États-Unis. En échange du remix, la chanteuse du groupe Moloko, Róisín Murphy a plus tard coécrit pour le single de Boris D. Never Enough, elle apparait également dans le clip vidéo.

## Liste des pistes
CD single en France
1. Sing It Back (Boris Musical Mix) – 4:38
2. Sing It Back (Tee's Radio) – 3:25

Maxi single en Allemagne
1. Sing It Back (Boris Radio Edit) – 3:35
2. Sing It Back (Can 7 Supermarket Radio) – 3:55
3. Sing It Back (Mousse T's Boot Edit) – 3:55
4. Sing It Back (Boris Musical Mix) – 9:15
5. Sing It Back (Can 7 Supermarket Mix) – 8:14
6. Sing It Back (Mousse T's Bootleg Dub) – 7:35

## Classement par pays
| Classement (1999)                         | Meilleure position |
| ----------------------------------------- | ------------------ |
| Australie (ARIA)                          | 20                 |
| Belgique (Flandre Ultratop 50 Singles)    | 31                 |
| Belgique (Wallonie Ultratop 50 Singles)   | 26                 |
| Canada Dance (RPM)                        | 2                  |
| France (SNEP)                             | 35                 |
| Allemagne (Media Control AG)              | 47                 |
| Irlande (IRMA)                            | 12                 |
| Italie (FIMI)                             | 35                 |
| Pays-Bas (Nederlandse Top 40)             | 24                 |
| Nouvelle-Zélande (RMNZ)                   | 27                 |
| Espagne (AFYVE)                           | 5                  |
| Suède (Sverigetopplistan)                 | 50                 |
| Suisse (Schweizer Hitparade)              | 18                 |
| Royaume-Uni (The Official Charts Company) | 4                  |
| États-Unis (Dance Club Songs)             | 1                  |